# Ulster Senior Football Championship
LUlster Senior Football Championship è il principale torneo di calcio gaelico della provincia Irlandese dell'Ulster. È organizzato secondo la tipologia dell'eliminazione diretta in gara unica e si disputa durante i mesi estivi, e termina con la finale che di solito si gioca durante il mese di luglio presso il St. Tiernach's Park di Clones, tuttavia tra 2004 e 2006 si giocò a Croke Park. È ritenuto il più combattuto visto l'equilibrio tra le varie franchige delle contee dei quattro Provincial championships. La vincitrice entra di diritto nei quarti di finale dell'All-Ireland Senior Football Championship, mentre le altre disputano il ripescaggio secondo il regolamento All-Ireland. Cavan è la contea più titolata della provincia con ben 39 successi, anche se in tempi recenti il predominio è stato assunto da Armagh che ha vinto 6 titoli tra 1999 e 2007. Fermanagh è l'unica a non avere mai vinto il trofeo. Per molto tempo il titolo dell'Ulster era il massimo cui potevano ambire le squadre di tale provincia vista la netta superiorità delle altre contee. Finno agli anni 90 il titolo ALL-Ireland era stato infatti solo vinto da Cavan nel 1933, 1935, 1947, 1948 e 1952 e Down nel 1960, 1961 e 1968. Tra '91 e '94 tuttavia l'Ulster vinse quattro titoli di fila e anche 4 nel terzo millennio. Addirittura nel 2003 per la prima volta in assoluto si sfidarono nella finale ALL-Ireland due franchige della stessa provincia, proprio quella in questione: Tyrone e Armagh. La prima ebbe la meglio.

## Vincitori
- Gli anni in cui la franchigia vinse anche l'All Ireland sono in grassetto.

|   | Squadra   | Titoli | Anno dei successi |
| - | --------- | ------ | --- |
| 1 | Cavan     | 39     | 1891, 1903, 1904, 1905, 1915, 1918, 1919, 1920, 1922, 1923, 1924, 1925, 1926, 1928, 1931, 1932, 1933, 1934, 1935, 1936, 1937, 1939, 1940, 1941, 1942, 1943, 1944, 1945, 1947, 1948, 1949, 1952, 1954, 1955, 1962, 1964, 1967, 1969, 1997 |
| 2 | Monaghan  | 16     | 1888, 1906, 1914, 1916, 1917, 1921, 1922, 1927, 1929, 1930, 1938, 1979, 1985, 1988, 2013 |
| 3 | Tyrone*   | 15     | 1956, 1957, 1973, 1984, 1986, 1989, 1995, 1996, 2001, 2003, 2007, 2009, 2010, 2016, 2017 |
| 4 | Armagh    | 14     | 1890, 1902, 1950, 1953, 1977, 1980, 1982, 1999, 2000, 2002, 2004, 2005, 2006, 2008 |
| 5 | Down      | 12     | 1959, 1960, 1961, 1963, 1965, 1966, 1968, 1971, 1978, 1981, 1991, 1994 |
| 6 | Donegal   | 10     | 1972, 1974, 1983, 1990, 1992, 2011, 2012, 2014, 2018, 2019 |
| 7 | Antrim    | 9      | 1901-02, 1908, 1909, 1910, 1911, 1912, 1913, 1946, 1951 |
| 8 | Derry     | 7      | 1958, 1970, 1975, 1976, 1987, 1993, 1998 |
| 9 | Fermanagh | 0      | |

- Tyrone vinse l'All-Ireland nel 2005 e 2008, senza essere campione provinciale ma arrivando sino in fondo partendo dai ripescaggi.

## Albo d'oro
| Anno | Vincitore              | Finalista               |
| ---- | ---------------------- | ----------------------- |
| 2019 | Donegal 1-24           | Cavan 2-16              |
| 2018 | Donegal 2-18           | Fermanagh 0-12          |
| 2017 | Tyrone 2-17            | Down 0-15               |
| 2016 | Tyrone 0-13            | Donegal 0-11            |
| 2015 | Monaghan 0-11          | Donegal 0-10            |
| 2014 | Donegal 0-15           | Monaghan 1-09           |
| 2013 | Monaghan 0-13          | Donegal 0-07            |
| 2012 | Donegal 2-18           | Down 0-13               |
| 2011 | Donegal 1-11           | Derry 0-08              |
| 2010 | Tyrone 1-14            | Monaghan 0-07           |
| 2009 | Tyrone 1-18            | Antrim 0-15             |
| 2008 | Armagh 2-08, 1-11      | Fermanagh 1-11, 0-08    |
| 2007 | Tyrone 1-15            | Monaghan 1-13           |
| 2006 | Armagh 1-09            | Donegal 0-09            |
| 2005 | Armagh 2-08, 0-13      | Tyrone 0-14, 0-11       |
| 2004 | Armagh 3-15            | Donegal 0-11            |
| 2003 | Tyrone 1-17, 0-23      | Down 4-08, 1-05         |
| 2002 | Armagh 1-14            | Donegal 1-10            |
| 2001 | Tyrone 1-13            | Cavan 1-11              |
| 2000 | Armagh 1-12            | Derry 1-11              |
| 1999 | Armagh 3-12            | Down 0-10               |
| 1998 | Derry 1-07             | Donegal 0-08            |
| 1997 | Cavan 1-14             | Derry 0-16              |
| 1996 | Tyrone 1-09            | Down 0-09               |
| 1995 | Tyrone 2-13            | Cavan 0-10              |
| 1994 | Down 1-17              | Tyrone 1-11             |
| 1993 | Derry 0-08             | Donegal 0-06            |
| 1992 | Donegal 0-14           | Derry 1-09              |
| 1991 | Down 1-15              | Donegal 0-10            |
| 1990 | Donegal 0-15           | Armagh 0-14             |
| 1989 | Tyrone 0-11, 2-13      | Donegal 0-11, 0-07      |
| 1988 | Monaghan 1-10          | Tyrone 0-11             |
| 1987 | Derry 0-11             | Armagh 0-09             |
| 1986 | Tyrone 1-11            | Down 0-10               |
| 1985 | Monaghan 2-09          | Derry 0-08              |
| 1984 | Tyrone 0-15            | Armagh 1-07             |
| 1983 | Donegal 1-14           | Cavan 1-11              |
| 1982 | Armagh 0-10            | Fermanagh 1-04          |
| 1981 | Down 3-12              | Armagh 1-10             |
| 1980 | Armagh 4-10            | Tyrone 4-07             |
| 1979 | Monaghan 1-15          | Donegal 0-11            |
| 1978 | Down 2-19              | Cavan 2-12              |
| 1977 | Armagh 3-10            | Derry 1-05              |
| 1976 | Derry 1-08 0-22        | Cavan 1-08 1-16         |
| 1975 | Derry 1-16             | Down 2-06               |
| 1974 | Donegal 1-14, 3-09     | Down 2-11, 1-12         |
| 1973 | Tyrone 3-13            | Down 1-11               |
| 1972 | Donegal 2-13           | Tyrone 1-11             |
| 1971 | Down 4-15              | Derry 4-11              |
| 1970 | Derry 2-13             | Antrim 1-12             |
| 1969 | Cavan 2-13             | Down 2-06               |
| 1968 | Down 0-16              | Cavan 1-08              |
| 1967 | Cavan 2-12             | Down 0-08               |
| 1966 | Down 1-07              | Donegal 0-08            |
| 1965 | Down 3-05              | Cavan 1-08              |
| 1964 | Cavan 2-10             | Down 1-10               |
| 1963 | Down 2-11              | Donegal 1-04            |
| 1962 | Cavan 3-06             | Down 0-05               |
| 1961 | Down 2-10              | Armagh 1-10             |
| 1960 | Down 3-07              | Cavan 1-08              |
| 1959 | Down 2-16              | Cavan 0-07              |
| 1958 | Derry 1-11             | Down 2-04               |
| 1957 | Tyrone 1-09            | Derry 0-10              |
| 1956 | Tyrone 3-05            | Cavan 0-04              |
| 1955 | Cavan 0-11             | Derry 0-08              |
| 1954 | Cavan 2-10             | Armagh 2-05             |
| 1953 | Armagh 1-06            | Cavan 0-05              |
| 1952 | Cavan 1-08             | Monaghan 0-08           |
| 1951 | Antrim 1-07            | Cavan 2-03              |
| 1950 | Armagh 1-11            | Cavan 1-07              |
| 1949 | Cavan 1-07             | Armagh 1-06             |
| 1948 | Cavan 2-12             | Antrim 2-04             |
| 1947 | Cavan 3-04             | Antrim 1-06             |
| 1946 | Antrim 2-08            | Cavan 1-07              |
| 1945 | Cavan 4-10             | Fermanagh 1-04          |
| 1944 | Cavan 1-09             | Monaghan 1-06           |
| 1943 | Cavan 2-03             | Monaghan 0-05           |
| 1942 | Cavan 5-11             | Down 1-03               |
| 1941 | Cavan 3-09             | Tyrone 0-05             |
| 1940 | Cavan 4-10             | Down 1-05               |
| 1939 | Cavan 2-03, 2-03 *     | Armagh 1-03, 1-04       |
| 1938 | Monaghan 2-05          | Armagh 2-02             |
| 1937 | Cavan 0-13             | Armagh 0-03             |
| 1936 | Cavan 1-07             | Monaghan 0-07           |
| 1935 | Cavan 2-06             | Fermanagh 2-01          |
| 1934 | Cavan 3-08             | Armagh 0-02             |
| 1933 | Cavan 6-13             | Tyrone 1-02             |
| 1932 | Cavan 2-04             | Armagh 0-02             |
| 1931 | Cavan 0-08             | Armagh 2-01             |
| 1930 | Monaghan 4-03          | Cavan 1-05              |
| 1929 | Monaghan 1-04, 1-10    | Cavan 1-04, 0-07        |
| 1928 | Cavan 2-06             | Armagh 1-04             |
| 1927 | Monaghan 3-05          | Armagh 2-05             |
| 1926 | Cavan 5-03             | Antrim 0-06             |
| 1925 | Cavan 2-03, 3-06       | Antrim 3-00, 0-01       |
| 1924 | Cavan 1-03, 2-03       | Monaghan 0-06, 1-03     |
| 1923 | Cavan 5-10             | Monaghan 1-01           |
| 1922 | Cavan 2-03, 3-04       | Monaghan 2-03, 3-03     |
| 1921 | Monaghan 2-02          | Derry 1-01              |
| 1920 | Cavan 4-06             | Armagh 1-04             |
| 1919 | Cavan 5-06             | Antrim 0-02             |
| 1918 | Cavan 3-02             | Antrim 0-00             |
| 1917 | Monaghan 4-02          | Armagh 0-04             |
| 1916 | Monaghan 2-03          | Cavan 0-02              |
| 1915 | Cavan 3-02 0-04        | Monaghan 2-05 0-03      |
| 1914 | Monaghan 2-04          | Fermanagh 0-02          |
| 1913 | Antrim 2-01            | Monaghan 1-02           |
| 1912 | Antrim 2-02            | Armagh 0-01             |
| 1911 | Antrim 2-08            | Cavan 0-04              |
| 1910 | Antrim 3-04            | Cavan 0-01              |
| 1909 | Antrim 1-09            | Cavan 0-05              |
| 1908 | Antrim 1-08            | Cavan 0-04              |
| 1907 | Non si tenne           |                         |
| 1906 | Monaghan 2-10          | Antrim 1-02             |
| 1905 | Cavan 0-07             | Monaghan 0-03           |
| 1904 | Non si tenne           |                         |
| 1903 | Cavan 0-05, 0-05, 0-08 | Armagh 0-05, 0-05, 0-04 |
| 1902 | Armagh 2-02            | Antrim 1-04             |
| 1901 | Antrim 3-05            | Armagh 2-05             |
| 1900 | Antrim                 |                         |
| 1899 | Non si tenne           |                         |
| 1898 | Non si tenne           |                         |
| 1897 | Non si tenne           |                         |
| 1896 | Non si tenne           |                         |
| 1895 | Non si tenne           |                         |
| 1894 | Non si tenne           |                         |
| 1893 | Non si tenne           |                         |
| 1892 | Non si tenne           |                         |
| 1891 | Cavan 1-11             | Armagh 0-00             |
| 1890 | Armagh 2-08            | Tyrone 1-02             |
| 1889 | Non si tenne           |                         |
| 1888 | Monaghan 0-02, 0-03    | Cavan 0-02, 0-01        |
| 1887 | Non si tenne           |                         |